# Gruyères (Ardennes)
Gruyères ist eine französische Gemeinde mit 104 Einwohnern (Stand 1. Januar 2022) im Département Ardennes in der Region Grand Est (vor 2016 Champagne-Ardenne). Sie gehört zum Arrondissement Charleville-Mézières, zum Kanton Signy-l’Abbaye und zum Gemeindeverband Crêtes Préardennaises.

## Geografie
Die Gemeinde liegt in einer geologischen Übergangszone zwischen dem Ardennenmassiv und den kalkhaltigen Ebenen der Champagne. Umgeben wird Gruyères von den Nachbargemeinden Barbaise und Jandun im Südwesten, von der dem Kanton Charleville-Mézières-1 zugehörigen Gemeinde Fagnon im Westen und Norden und von den im Kanton Nouvion-sur-Meuse gelegenen Gemeinden Mondigny im Osten sowie Guignicourt-sur-Vence und Touligny im Süden.

## Geschichte
Eine römische Präsenz ist durch Spuren von Militärlagern nachgewiesen. Die Römerstraße Reims – Pagus Castricius – Köln führte entlang der Wälder von Gruyères.

## Bevölkerungsentwicklung
| Jahr                      | 1962 | 1968 | 1975 | 1982 | 1990 | 1999 | 2004 | 2009 | 2016 |
| Einwohner                 | 40   | 34   | 44   | 49   | 52   | 51   | 62   | 68   | 99   |
| Quelle: Cassini und INSEE |      |      |      |      |      |      |      |      |      |

## Sehenswürdigkeiten
- Römerstraße
- Château de Gruyères, Monument historique seit 2010[2]

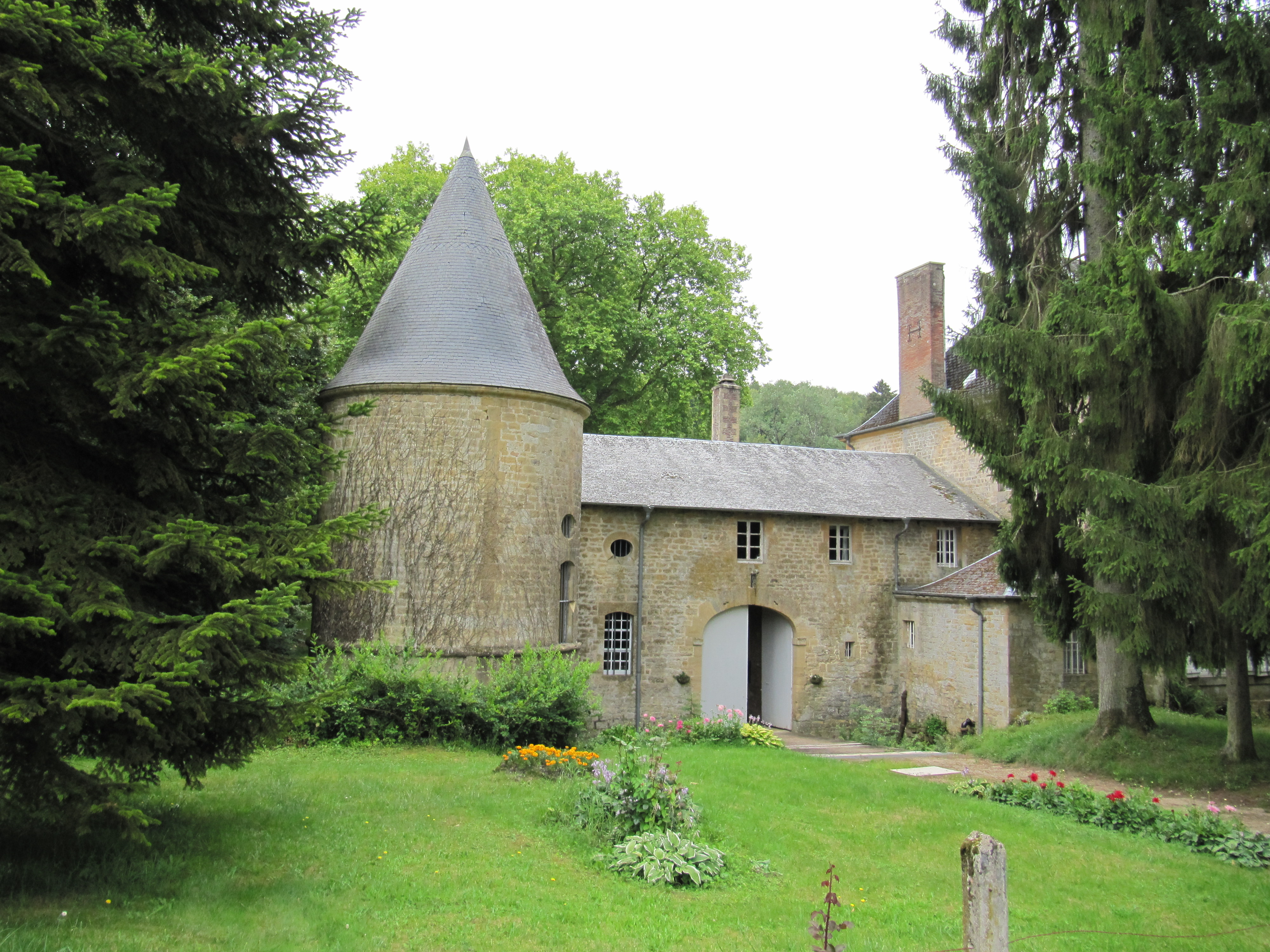
Eingangsbereich des Châteaus
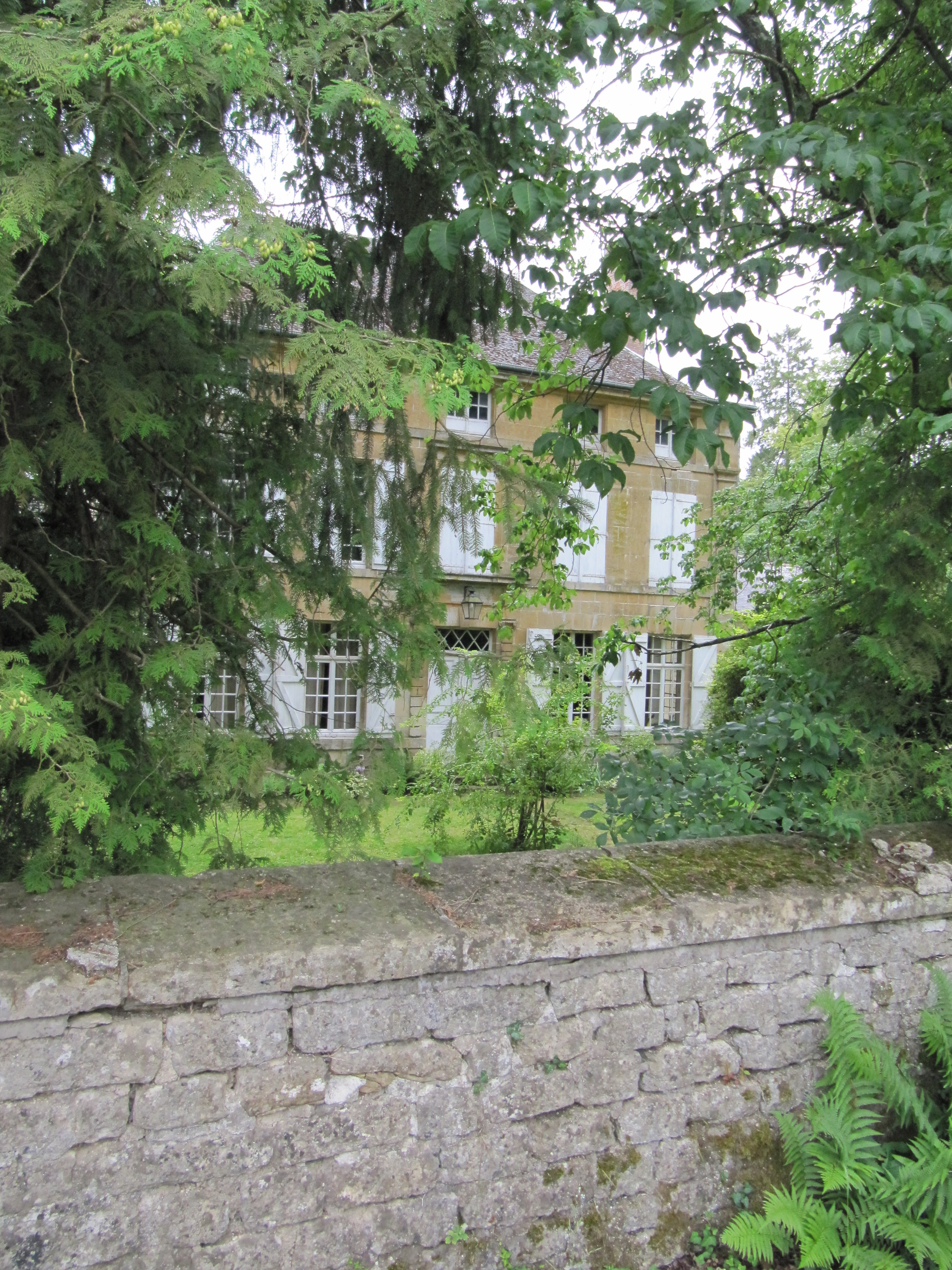
Westfassade des Châteaus